# قاضي كوي
قاضي كوي (بالتركية: Kadıköy)، بالعربية القديمة خلقدون أحد أحياء إسطنبول، تقع على الشاطئ الشمالي من بحر مرمرة في مواجهة المركز القديم التاريخي للمدينة على الجانب الأوروبي من مضيق البسفور. المنطقة أيضاً تجارية مع وجود واضح لدور السينما والحانات والمكتبات، وتعد المنطقة مركزاً ثقافياً في الجانب الأناضولي الشرقي من إسطنبول.
تعتبر هذه المدينة كحي راقٍ أيضاً في الجانب الآسيوي من مدينة إسطنبول.
تاريخياً تعبر هذه المدينة مهمة جداً لتاريخ المسيحية حيث انعقد فيها في سنة 451 ميلادية مجمع خلقيدونية الذي ساهم في انشقاق الكنيسة وابتعاد الكنائس الشرقية عن الكنيسة الرومانية والبيزنطية.
وقد غير العثمانيون اسم المدينة لتصبح قاضي كوي لأنها كانت القرية التي يقيم فيها القاضي في القسطنطينية، وكلمة كوي في التركية تعني قرية.
ويقع فيها الحرم الجامعي لجامعة مرمرة، ثاني أكبر جامعة في تركيا.

## توأمة
لقاضي كوي اتفاقيات توأمة مع كل من:
- بتاح تكفا
- فريدريشسهاين-كرويتزبيرغ منذ (1996 - )

## أعلام
- عبد الخالق ريندا
- أصلي دير
- سينك أكيول
- أحمد فارس الشدياق
- دوش بالبي
- موجده يوكسل
- بلين غندش باقر
- حسين نيهال أتسز
- باريش مانتشو